# Enrico Raspe III
Enrico Raspe III (1155 – 18 luglio 1180), membro della dinastia Ludovingia, fu conte di Gudensberg in Assia.

## Biografia
Enrico Raspe III era il secondogenito del langravio di Turingia Ludovico II il Ferrato, e di Giuditta di Svevia, sorellastra dell'imperatore Federico Barbarossa. Come da consuetudine nella dinastia, un cadetto era investito della contea di Gudensberg in Assia, eredità da parte di sua nonna. Ricevette quindi il titolo di conte di Gudensberg o "Conte in Assia", e divenne anche vogt dell'abbazia di Hersfeld, situata vicino a Bad Hersfeld, che deteneva vaste proprietà in Assia e nella parte occidentale della Turingia. Enrico Raspe fu un fedele sostenitore dello zio l'imperatore durante i suoi scontri con Enrico il Leone. 
Federico Barbarossa rafforzò la posizione dei Ludovingi dando ad Enrico Raspe, nel 1170, Creuzburg, che in precedenza apparteneva all'abbazia di Fulda, dando maggior continuità territoriale tra le varie aree controllate dalla dinastia nella contea d'Assia e nel langraviato di Turingia. L'azione di Enrico Raspe come governatore di Hersfeld fu probabilmente decisiva per l'alienazione di altri domini feudali dell'abbazia, tra cui Melsungen, che si trova sulla via di accesso principale tra Gudensberg e la Turingia. Con la costruzione di un castello da parte di Enrico Raspe e il successivo rapido sviluppo di una città (burgus) ai suoi piedi, vi fu una significativa riduzione dei possedimenti di Hersfeld. 
Enrico Raspe restaurò nel 1170 il castello di Windeck nel distretto di Reno-Sieg situato nelle aree allodiali dei Gisoni. Nel 1174 diede il castello, infeudandolo, ad Engelberto I di Berg, a condizione che quest'ultimo non avrebbe dato la possibilità a nessuno di usare il castello contro di lui, ad eccezione dell'imperatore e dell'arcivescovo di Colonia. 
Gli Annales Sancti Petri Erphesfurdenses ci dà notizia della morte di Heinricus come Luodewici lantgravii germanus nel 1180, senza aver mai avuto mogli o figli. 

## Ascendenza
|                          |                      |                              | Genitori                            |  |  | Nonni |  |  | Bisnonni           |  |  | Trisnonni        |  |
|                          |                      |                              |                                     |  |  |       |  |  | Luigi il Saltatore |  |  | Luigi il Barbuto |  |
|                          |                      |                              |                                     |  |  |       |  |  | Luigi il Saltatore |  |  | Luigi il Barbuto |  |
|                          |                      | Cecilia di Sangerhausen      |                                     |  |  |       |  |  | Luigi il Saltatore |  |  |                  |  |
| Ludovico I di Turingia   |                      |                              |                                     |  |  |       |  |  | Luigi il Saltatore |  |  |                  |  |
|                          |                      | Adelaide di Stade            | Lotario Udo II della marca del Nord |  |  |       |  |  |                    |  |  |                  |  |
|                          |                      | Adelaide di Stade            | Lotario Udo II della marca del Nord |  |  |       |  |  |                    |  |  |                  |  |
|                          |                      | Adelaide di Stade            | Oda di Werl                         |  |  |       |  |  |                    |  |  |                  |  |
| Ludovico II di Turingia  |                      | Adelaide di Stade            |                                     |  |  |       |  |  |                    |  |  |                  |  |
|                          |                      | Giso IV, conte di Gudensberg | …                                   |  |  |       |  |  |                    |  |  |                  |  |
|                          |                      | Giso IV, conte di Gudensberg | …                                   |  |  |       |  |  |                    |  |  |                  |  |
|                          |                      | Giso IV, conte di Gudensberg | …                                   |  |  |       |  |  |                    |  |  |                  |  |
| Edvige di Gudensberg     |                      | Giso IV, conte di Gudensberg |                                     |  |  |       |  |  |                    |  |  |                  |  |
|                          |                      | Cunegonda di Bilstein        | Ruggero II di Bilstein              |  |  |       |  |  |                    |  |  |                  |  |
|                          |                      | Cunegonda di Bilstein        | Ruggero II di Bilstein              |  |  |       |  |  |                    |  |  |                  |  |
|                          |                      | Cunegonda di Bilstein        | …                                   |  |  |       |  |  |                    |  |  |                  |  |
| Enrico Raspe III         |                      | Cunegonda di Bilstein        |                                     |  |  |       |  |  |                    |  |  |                  |  |
|                          | Federico I di Svevia | Federico di Büren            |                                     |  |  |       |  |  |                    |  |  |                  |  |
|                          | Federico I di Svevia | Federico di Büren            |                                     |  |  |       |  |  |                    |  |  |                  |  |
|                          | Federico I di Svevia | Ildegarda di Egisheim        |                                     |  |  |       |  |  |                    |  |  |                  |  |
| Federico II di Svevia    | Federico I di Svevia |                              |                                     |  |  |       |  |  |                    |  |  |                  |  |
|                          |                      | Agnese di Waiblingen         | Enrico IV di Franconia              |  |  |       |  |  |                    |  |  |                  |  |
|                          |                      | Agnese di Waiblingen         | Enrico IV di Franconia              |  |  |       |  |  |                    |  |  |                  |  |
|                          |                      | Agnese di Waiblingen         | Berta di Savoia                     |  |  |       |  |  |                    |  |  |                  |  |
| Giuditta di Hohenstaufen |                      | Agnese di Waiblingen         |                                     |  |  |       |  |  |                    |  |  |                  |  |
|                          |                      | Federico di Saarbrücken      | Siegbert di Saarbrücken             |  |  |       |  |  |                    |  |  |                  |  |
|                          |                      | Federico di Saarbrücken      | Siegbert di Saarbrücken             |  |  |       |  |  |                    |  |  |                  |  |
|                          |                      | Federico di Saarbrücken      | …                                   |  |  |       |  |  |                    |  |  |                  |  |
| Agnese di Saarbrücken    |                      | Federico di Saarbrücken      |                                     |  |  |       |  |  |                    |  |  |                  |  |
|                          |                      | Gisela di Lorena             | …                                   |  |  |       |  |  |                    |  |  |                  |  |
|                          |                      | Gisela di Lorena             | …                                   |  |  |       |  |  |                    |  |  |                  |  |
|                          |                      | Gisela di Lorena             | …                                   |  |  |       |  |  |                    |  |  |                  |  |
|                          |                      | Gisela di Lorena             |                                     |  |  |       |  |  |                    |  |  |                  |  |